# Batalló de dones
El Batalló de dones o Batalló de la mort de dones (en rus, Женские батальоны смерти) van ser una sèrie d'unitats militars compostes exclusivament per dones i que es van crear per ordre del Govern Provisional Rus després de la Revolució de Febrer de 1917. La formació d'aquest batalló va ser un últim esforç per encoratjar els desmoralitzats soldats que lluitaven a les batalles de la Primera Guerra Mundial i elevar el seu esperit patriòtic.
La creació d'aquestes unitats va tenir com a principal motiu un efecte propagandístic ja que les autoritats pensaven que l'exemple d'aquestes dones revitalitzaria les cansades tropes, i esperaven també que la presència de dones en combat avergonyiria els soldats més melindrosos i els inspiraria per reprendre la lluita.

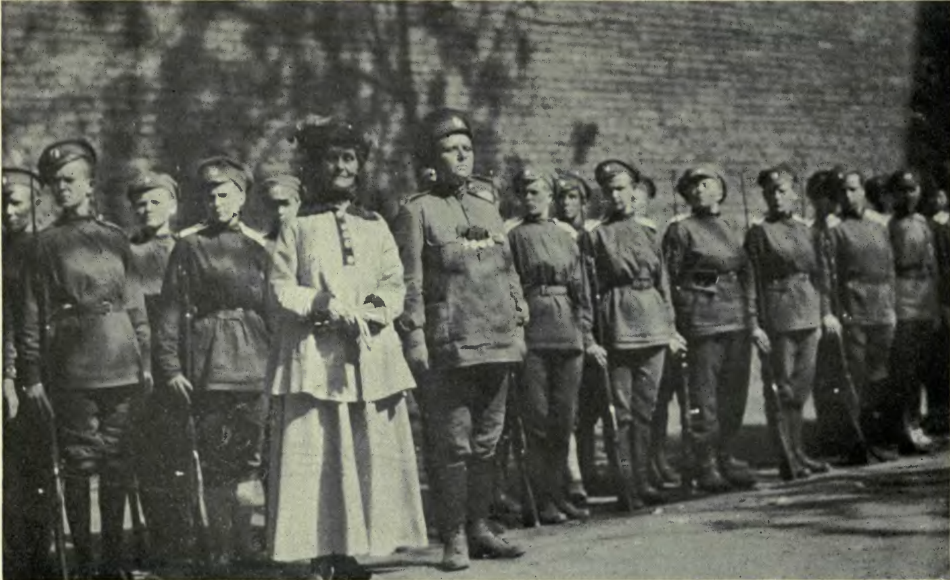
Maria Botxkariova i Emmeline Pankhurst en formació davant d'un dels Batallons de la mort de dones
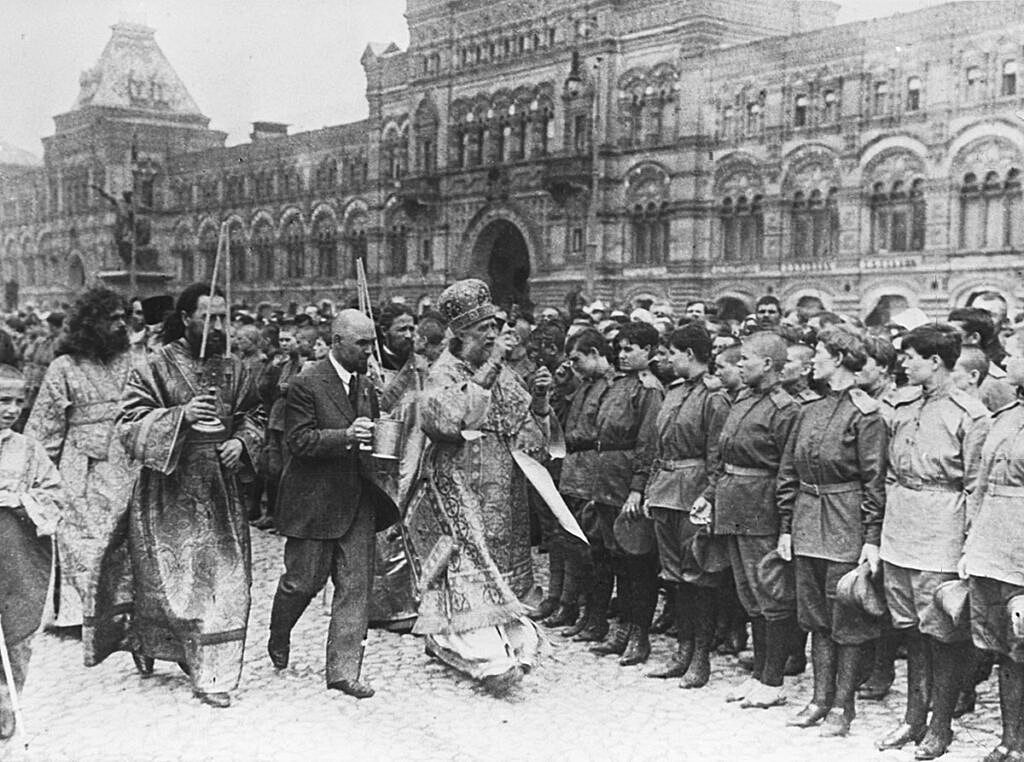
Benedicció del Metropolitá Tikhon al batalló d'assalt femení abans de ser enviat al front. Plaça Roja de Moscou, 1917
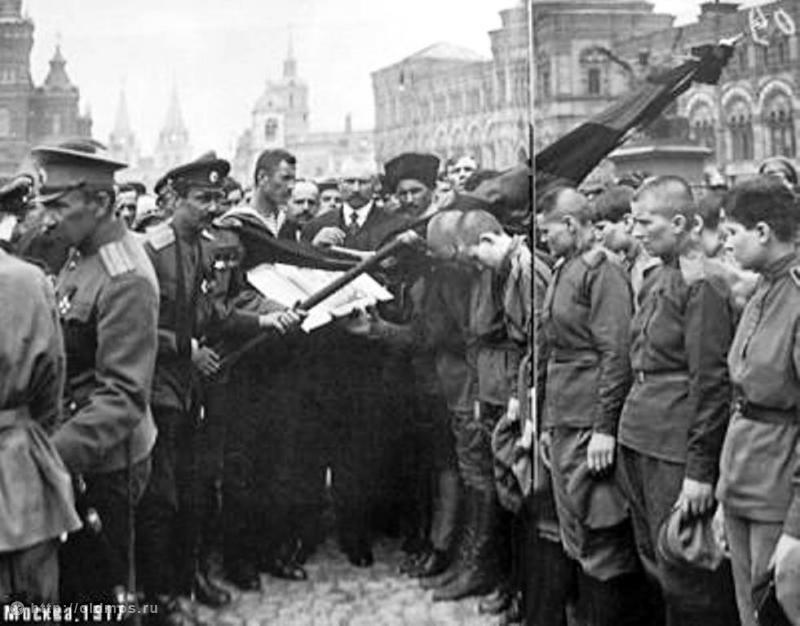
Revista del 2n Batalló de la mort de dones de Moscou a Moscou. Estiu de 1917

Prop d'una quinzena d'unitats, cap més gran que un batalló, van ser reclutades durant els mesos de juny a agost del 1917 entre les dones que es van oferir voluntàries per prestar servei a primera línia. Entre les formacions creades va destacar:
- 1r Batalló de la mort de dones russes.
- 1r Batalló de dones de Petrograd.
- 2n Batalló de la mort de dones de Moscou.
- 3r Batalló d'assalt de dones de Kuban.

Fins i tot hi va haver una unitat naval femenina creada a Oranienbaum, el 1r Destacament naval de dones, el qual estava integrat dins de la Infanteria de marina.
S'estima que unes 5.000 dones servien en aquests batallons a finals de 1917 però només el 1r Batalló de la mort de dones russes i el Batalló Perm van ser enviats al front.
Rússia va ser l'únic estat bel·ligerant que va reclutar unitats de combat totalment femenines durant la Primera Guerra Mundial.

## Història

### Creació dels batallons de dones
Totes les principals nacions que van participar en la Gran Guerra van basar el reclutament dels seus exèrcits en el reclutament militar obligatori de la població masculina, però en alguns casos les dones es van oferir individualment per al servei de combat a la primera línia del front. Tot i que la legislació de l'Imperi Rus prohibia el reclutament de dones soldats, en diversos casos les dones van aconseguir ser acceptades en formacions de l'Exèrcit Imperial Rus, disfressant-se d'homes o aprofitant les llacunes burocràtiques o de les visites de metges militars (sovint superficials o no) existent; algunes van ser acceptades obertament, ja que el comandant de la unitat tenia l'última paraula sobre el reclutament de voluntaris. Un dels exemples més famosos va ser el de Maria Botxkariova, una camperola de la zona de Tomsk que va aconseguir allistar-se en una unitat de combat el novembre de 1914 i després va servir amb distinció, va rebre diversos honors i va ser ascendida al rang de sotsoficial.
El maig de 1917 va ser la pròpia Botxkariova qui va enviar una petició al govern rus per suggerir la formació d'unitats de combat integrades íntegrament per dones. Després de la revolució de febrer i l'abdicació del tsar, el nou govern provisional republicà es va trobar en una posició crítica, amb el país en caos, els soldats al front molt desmoralitzats i una gran franja de territori a l'oest ocupada per les forces de les Potències Centrals. En un esforç per millorar la seva posició interna i complir amb les seves obligacions amb els seus aliats occidentals, el govern rus va començar els preparatius per a una ofensiva massiva el juliol de 1917. El general Aleksei Brussílov, comandant del Front Sud-Oest, va presentar la proposta de crear «batallons d'assalt» i «batallons de la mort» amb els homes més motivats i patriòtics, per posar-los al capdavant dels atacs per donar exemple i arrossegar amb ell la resta de soldats. Aleshores es van avançar diverses peticions per a la creació d'unitats d'aquest tipus també amb personal femení. La proposta de Botxkariova, recolzada també pel general Brussílov i el president de la Duma Mikhaïl Vladimirovitx Rodzjanko, va trobar finalment l'aprovació del ministre rus de la guerra Aleksandr Fiodròvitx Kérenski (creador de l'ofensiva imminent)
| «                | Em van dir que la meva idea era excel·lent, però he d'informar-me al comandant en cap suprem Brussílov i consultar amb ell. Juntament amb Rodzianko, vaig anar a la seu de Brussílov... Brussílov em va dir al seu despatx que confies en les dones i que la formació d'un batalló de dones és la primera del món. Les dones no poden avergonyir Rússia? Li vaig dir a Brussílov que jo mateixa no estva segura de les dones, però si em doneu plena autoritat, aleshores us garanteixo que el meu batalló no deshonrarà Rússia... Brussílov em va dir que em creia i que farà tot el possible per ajudar en la formació d'un batalló de dones voluntàries. | » |
| — M. Botxkariova | |   |

A finals de maig, el «1r Batalló de la mort de dones», sota les ordres de la mateixa Botxkariova, va començar a reclutar voluntàries a la zona de Petrograd: unes 2.000 dones es van presentar inicialment al reclutament, amb edats compreses entre els divuit i els quaranta anys i amb una procedència social variada, però que l'estricta disciplina imposada per Botxkariova i la seva negativa a autoritzar la formació de comitès (soviets) de soldades dins de la formació va reduir el nombre fins a unes 300 soldades.

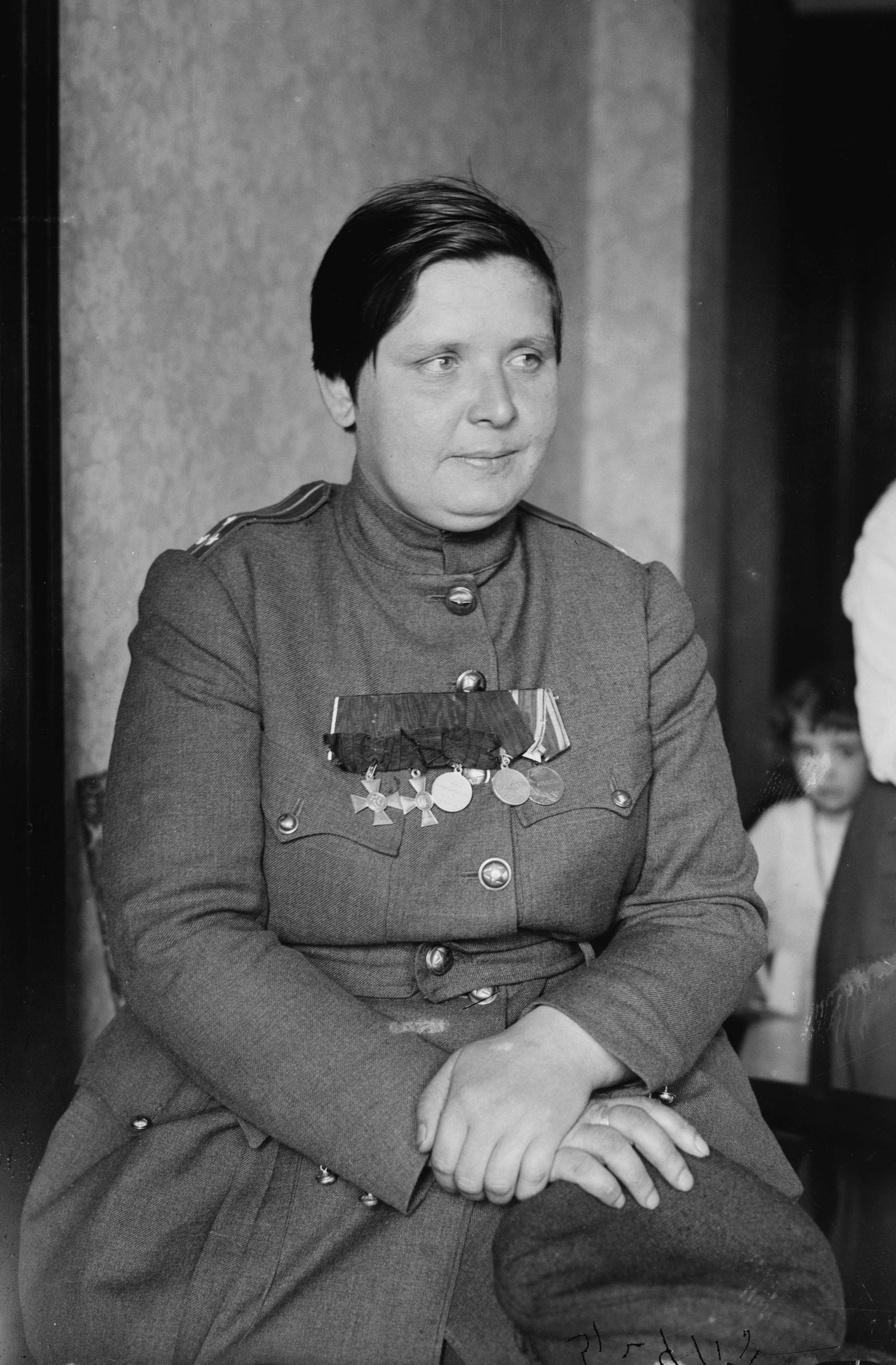
M.Botxkariova (Jaška), creadora dels Batallons de dones
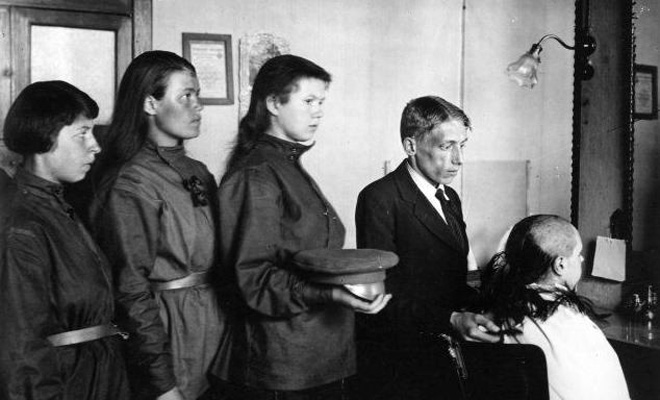
Tall de pel de les reclutes a la perruqueria. Les dones passaven un examen mèdic i es tallaven els cabells gairebé calbes
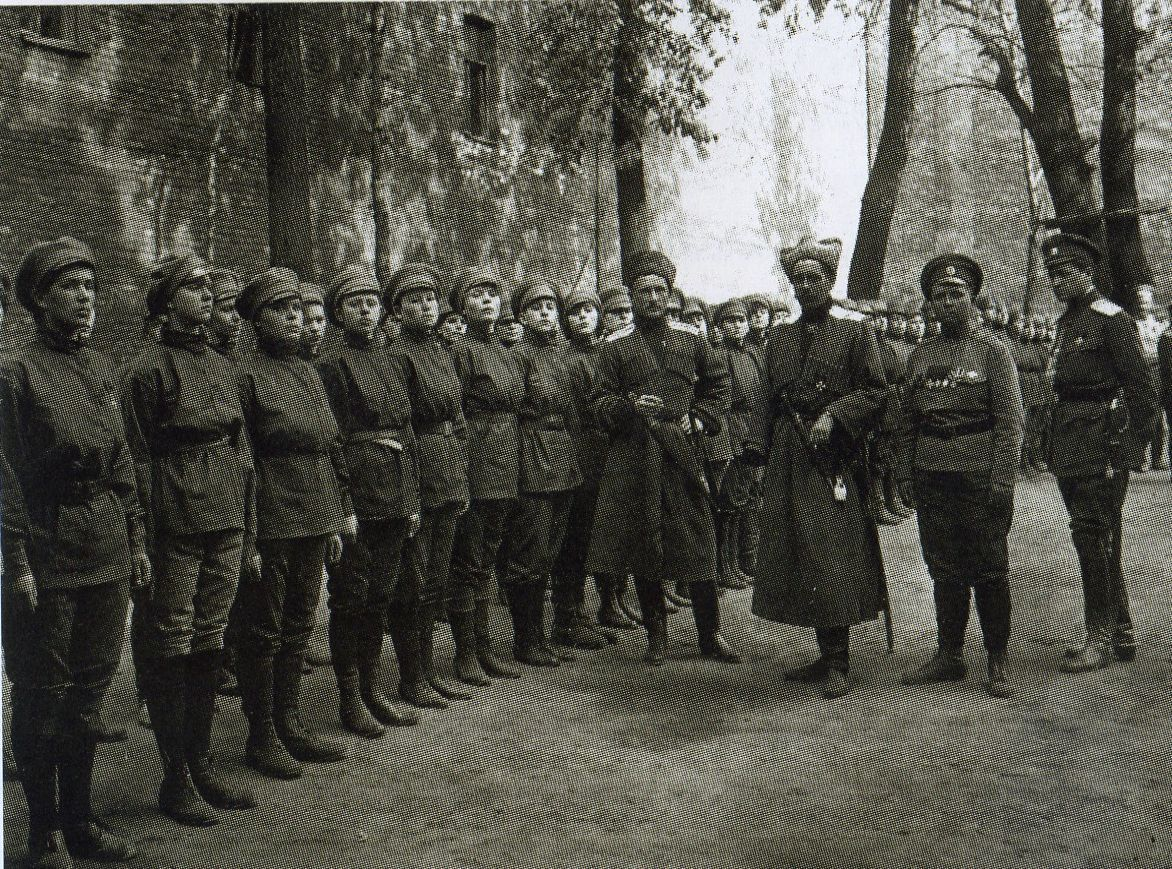
El comandant del districte militar de Petrograd, el general P. A. Polovtsov, fent una revisió del 1r batalló de la mort de dones de Petrograd

El 21 de juny de 1917, a la plaça propera a la catedral de Sant Isaac, es va celebrar una cerimònia solemne de presentació d'una nova unitat militar, amb una bandera de batalla amb la inscripció «Первая женская военная команда смерти Марии Бочкарёвой» (Primer esquadró militar de la mort de Maria Bochkareva). El 29 de juny, el Consell Militar va aprovar el reglament Sobre la formació d'unitats militars a partir de dones voluntàries.
| «                | Kerenski escoltava amb evident impaciència. Era evident que ja havia pres una decisió sobre el cas. Només dubtava d'una cosa: si podria mantenir la moral elevada en aquest batalló. Kerenski va dir que em permetria començar a formar-me immediatament <...> Quan Kerenski em va escortar fins a la porta, els seus ulls es van posar en el general Polovtsev. Li va demanar que em donés l'ajuda necessària. Gairebé em vaig sufocar de felicitat. | » |
| — M. Botxkariova | |   |

La notícia de la formació del primer batalló de dones va augmentar el nombre de sol·licituds i peticions enviades al Ministeri de la Guerra rus, i el 1 rde juny de 1917 Kerenski va autoritzar la formació d'una segona unitat també a la zona de Petrograd, el 1r Batalló de dones de Petrograd, seguida d'una tercera unitat amb voluntàries de la regió de Moscou, el 2n Batalló de dones de la mort de Moscou; aquestes dues unitats van reunir uns 1.000-1.500 voluntàries més, a les quals se sumen altres 400 dones reclutades en quatre destacaments de comunicació (dos a Moscou i dos a Petrograd).
A mitjans de juliol, el govern rus va autoritzar la formació d'un quart batalló de combat, el 3r batalló d'assalt de dones de Kuban, reclutat a Ekaterinodar a partir d'una unitat preexistent, així com altres destacaments de comunicacions amb personal complet femení a Kíiv i Saràtov. Associacions de dones i grups locals van reunir altres agrupacions improvisades de voluntàries també a Poltava, Iekaterinburg, Taixkent, Bakú, Minsk, Mogilev, Perm, Mariúpol, Odessa, Kíiv, Saràtov i Ekaterinodar. El nombre de dones voluntàries va créixer fins a tal punt que a l'agost es va convocar un Congrés de Dones Soldades a Petrograd per coordinar la formació d'unitats addicionals arreu del país.

### Participació en les batalles de la Primera Guerra Mundial
Les autoritats russes consideraven les unitats de combat femenines principalment com una eina de propaganda en la campanya per aconseguir que els russos continuessin la guerra contra les Potències Centrals. L'esperança era que la presència de dones a les trinxeres de primera línia de front augmentaria la moral dels soldats homes, inspirant-los a continuar lluitant o fent-los sentir vergonya de la seva reticència a lluitar. Però pressionades per una sèrie d'altres problemes, les autoritats militars russes no van donar el suport adequat als batallons de dones i molts dels cercles oficials es van mostrar reticents a destinar recursos de guerra a aquestes unitats fins que no havien demostrat la seva vàlua al front.
El 1r Batalló de la mort de dones russes va ser adscrit al 525è Regiment d'Infanteria de Kiuruk-Darinski i enviat al front oriental, a la zona de Smarhoń a principis de juliol de 1917.
El 7 de juliol de 1917, el 525è Regiment d'Infanteria de Kiuruk-Darinski, va rebre l'ordre de prendre posicions al front prop de la ciutat de Krevo. El batalló de la mort estava al flanc dret del regiment.
El 8 de juliol de 1917, el batalló va entrar a la batalla per primera vegada, ja que l'enemic, coneixent els plans del comandament rus, va llançar un atac preventiu i es va dirigir cap a la ubicació de les tropes russes.

El 9 de juliol, el batalló es va involucrar en la gran ofensiva russa planificada organitzada per Kérenski. Mentre els soldats del regiment de Kiuruk-Darinski dubtaven a abandonar les seves posicions, les dones del batalló de la mort van decidir atacar els alemanys fins i tot sense el seu suport, ocupant tres línies de trinxeres enemigues. Durant tres dies, el regiment va repel·lir 14 atacs de les tropes alemanyes. Diverses vegades el batalló va llançar contraatacs i va expulsar els alemanys de les posicions russes ocupades el dia abans. Sense suport, les voluntàries van haver de patir el contraatac alemany, perdent bona part del terreny guanyat. Malgrat això, el comandant del regiment, el coronel V. I. Zakrzhevsky, va lloar en el seu informe la iniciativa i el coratge demostrat pel batalló de dones:
El destacament de Botxkariova es va comportar heroicament a la batalla, tot el temps en primera línia, servint de la mateixa manera que soldats. Durant l'atac dels alemanys, per iniciativa pròpia, es va precipitar com un en un contraatac; van portar cartutxos, algunes van participar en secret i altres van participar públicament; Amb el seu treball, l'equip de la mort va donar exemple de coratge, valor i calma, va elevar l'esperit dels soldats i va demostrar que cadascuna d'aquestes heroïnes femenines és digna del títol de guerrera de l'exèrcit revolucionari rus. 
Segons la mateixa Botxkariova, de les 170 dones que van participar en les hostilitats, el batalló va patir fins a 30 mortes i fins a 70 ferides. Maria Botxkariova, que va ser ferida en aquesta batalla per cinquena vegada, va passar un mes i mig a l'hospital i va ser ascendida al grau de tinenta de segona.
Aquestes pèrdues tan greus entre les dones voluntàries van tenir altres conseqüències per als batallons de dones. El 14 d'agost, el nou comandant en cap, el general L. G. Kornilov, va donar l'ordre de prohibir la creació de nous «batallons de dones per al combat», i va ordenar que les unitats creades s'utilitzessin només en sectors auxiliars (funcions de seguretat, comunicacions, organitzacions sanitàries).

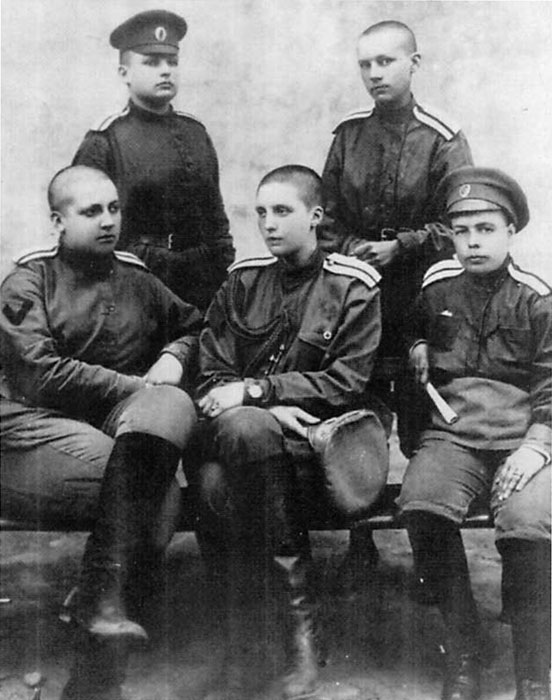
Principals oficials del 1r Batalló de la mort de dones russes. Maria Botxkariova s'asseu a l'extrem esquerre. Estiu de 1917
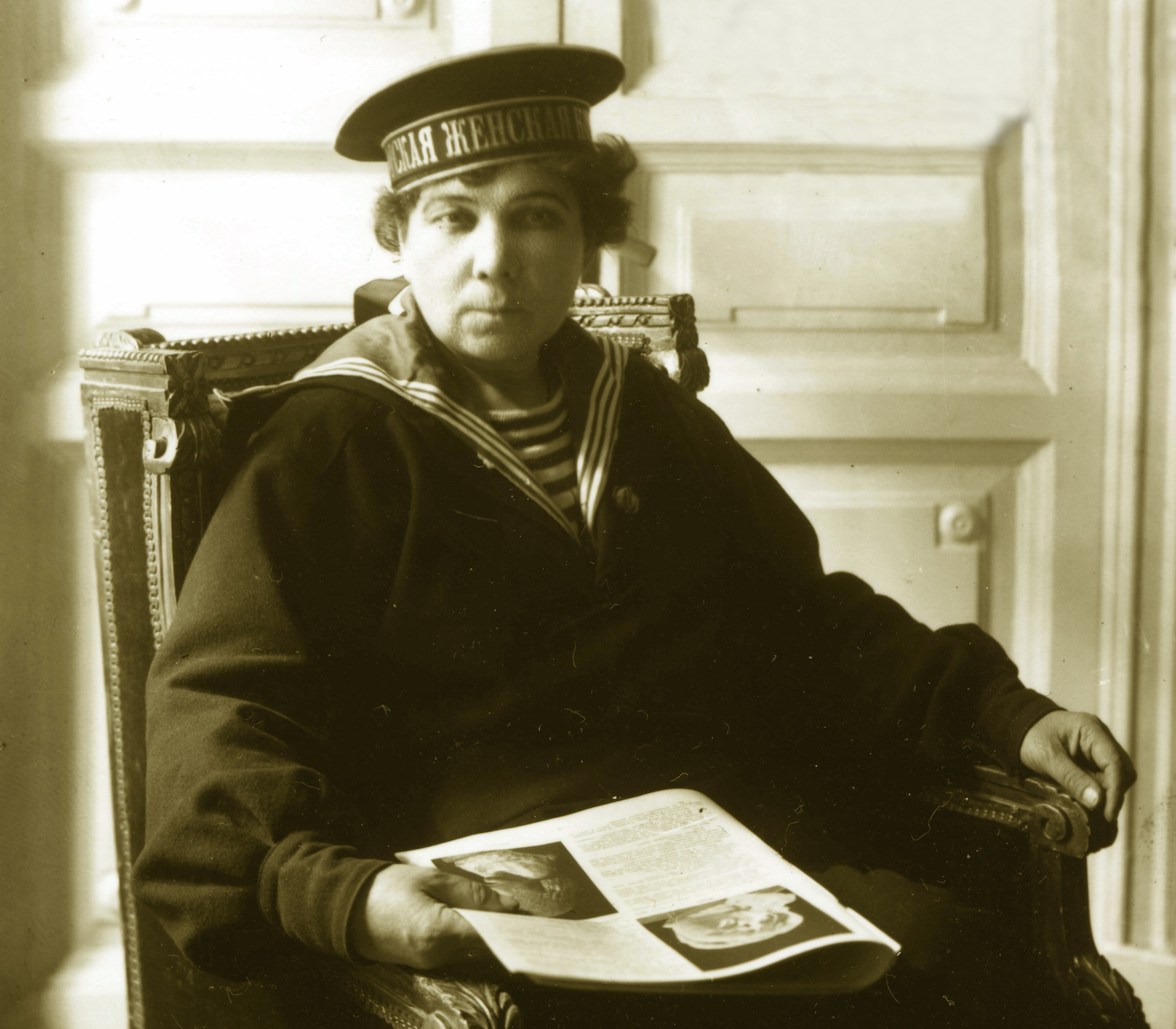
Evdokia Skvortsova, marinera de la Primera unitat naval de dones russes, una dona noble abans d'allistar-se a la flota
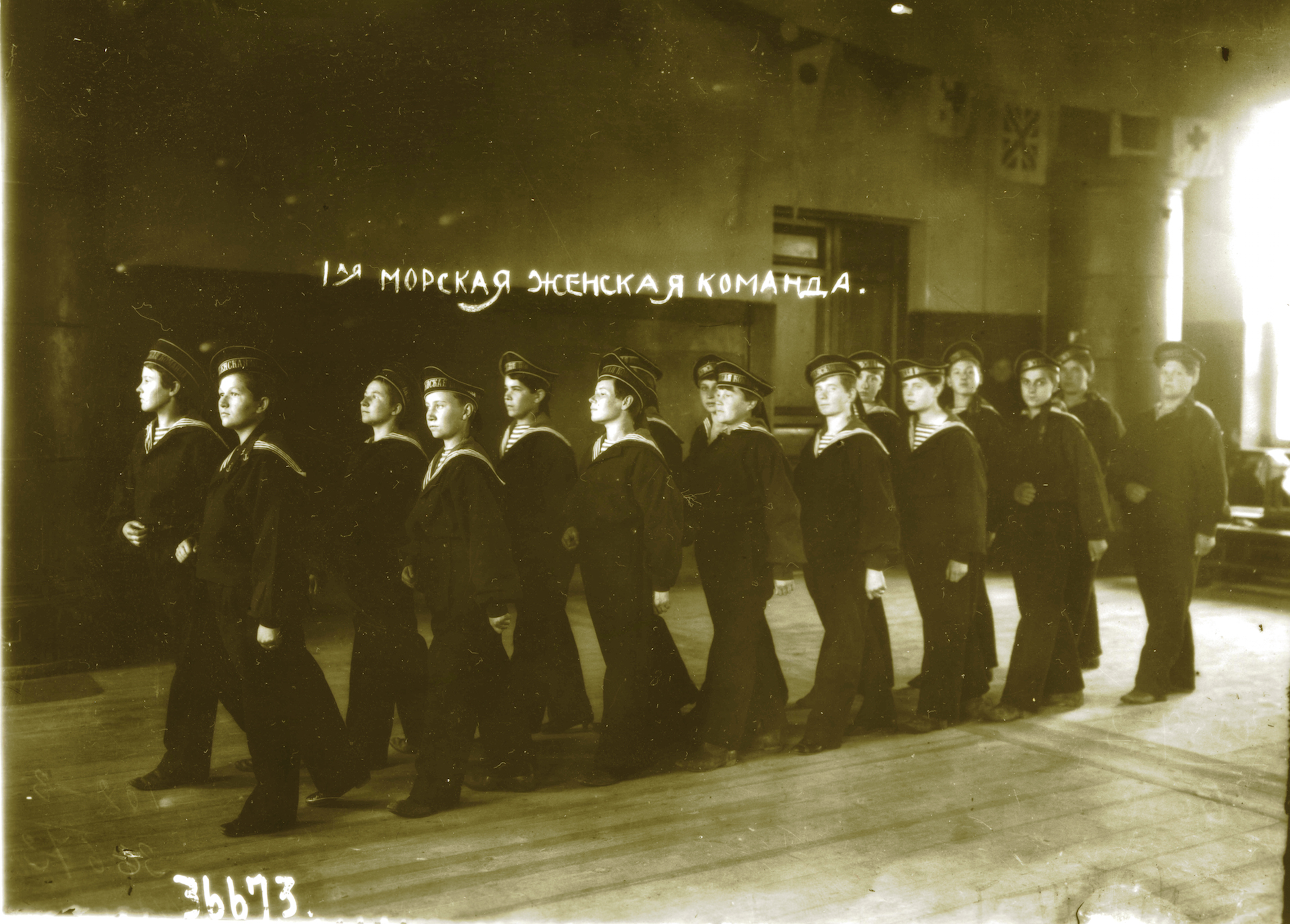
Marineres de la Primera unitat naval de dones russes, Agost de 1917

La unitat de Botxkariova va ser l'única que va veure acció contra els alemanys al front. Els altres batallons encara estaven a la rereguarda, entrenant o organitzant-se, quan el Govern Provisional va ser enderrocat pels bolxevics.

### Defensa del Govern Provisional
El 6 de novembre de 1917, davant el seu imminent enviament al front, el 1r Batalló de dones de Petrograd va ser cridat al Palau d'Hivern amb l'excusa de participar en una desfilada i una revisió personal de Kérenski. Però un cop a la capital, el batalló va ser assignat a guarnició del mateix palau, juntament amb un contingent de cosacs i cadets de l'acadèmia militar. La comandant del batalló, reticent a involucrar-se en qüestions polítiques, es va negar a dur a terme la tasca i va tornar la major part de la unitat al seu campament fora de la ciutat, però va acceptar deixar una companyia de 137 voluntàries per vigilar un dipòsit de combustible situat prop del palau.

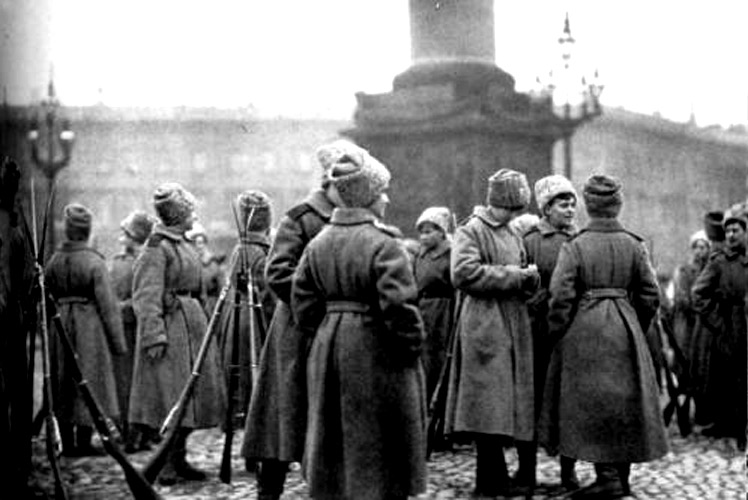
Dones pertanyents a la 2a Divisió davant del Palau d'Hivern
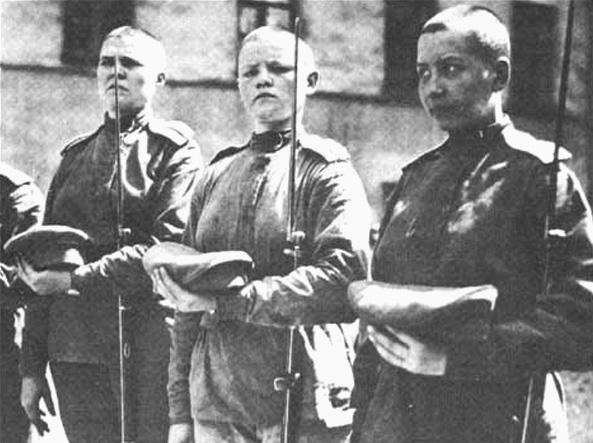
Membres del Batalló de dones a l'estiu de 1917

Aquell vespre els bolxevics van llançar la seva insurrecció nacional (Revolució d'Octubre) a Petrograd, i el Palau d'Hivern va ser assaltat per milers de milicians bolxevics, i encara que les voluntàries i la resta de la guarnició improvisada van oposar una certa resistència, aviat van ser superades en nombre i obligades a rendir-se. Es van estendre per tota la ciutat els rumors de violacions massives de dones soldades capturades pels milicians bolxevics a Petrograd, tot i que les entrevistes amb les mateixes supervivents van revelar només tres casos de violació a més d'un nombre molt més elevat d'abusos verbals, violència psicològica i assetjament sexual.

### Dissolució
L'ampliació dels permisos no va posar fi a la creació d'organitzacions paramilitars femenines i el govern es va veure impossibilitat per controlar aquestes formacions que fins i tot les dones oficials es veien incapaces de manejar. En qualsevol cas, mai no va existir un consens clar a l'administració militar sobre el possible potencial d'aquestes unitats i això, juntament amb les severes restriccions que patia el país, va significar que l'Exèrcit posés un escàs entusiasme en el projecte. D'aquesta manera, les unitats de dones van rebre poca atenció i una deficient assistència per part de l'administració.
Gran quantitat autoritats militars russes esperaven veure les dones comportar-se valentament a la batalla, el que tindria un efecte positiu entre els soldats masculins. Tot i que les dones van actuar amb gosadia en combat i no van patir excessives baixes, això no va ser suficient per inspirar les masses de cansats i desmoralitzats combatents russos a reprendre la lluita.
Després que el 1r Batalló de la mort de dones russes fracassés en els seus efectes moralitzadors sobre les tropes, alguns membres de les Forces Armades van començar a qüestionar la utilitat d'aquestes unitats femenines. Així el govern es va trobar en serioses dificultats per seguir justificant el desviament de valuosos recursos bèl·lics cap a un projecte de dubtosa eficàcia, i a partir d'agost de 1917 va créixer la inclinació per part de les autoritats militars de discontinuar la formació de dones per a propòsits de combat.
Davant la retirada del suport oficial, el 2n Batalló de la mort de dones de Moscou, va començar la seva dissolució al setembre, però no va ser impediment perquè 500 dones sol·licitessin el seu trasllat al front i les seves sol·licituds s'acabessin acceptant sense el coneixement de l'Estat Major.
Davant la decisió de quin destí donar a les unitats de dones, els militars primer van decidir integrar-les dins de tasques auxiliars, lluny del front, com ara vigilància de ferrocarrils, però aquesta proposta va xocar frontalment amb els homes que estaven exercint aquestes funcions per temor que fossin ells als qui enviessin al front. D'aquesta manera, el 30 de novembre de 1917, el nou govern bolxevic va ordenar oficialment la dissolució total de qualsevol formació militar femenina. De totes maneres, algunes dones del batalló de Petrograd i del batalló de Kuban van romandre lligades als seus campaments fins al 1918. Algunes de les dones que van servir en aquestes unitats van acabar lluitant per a tots dos bàndols a la Guerra Civil Russa.

## Unitats destacades

### 1r Batalló de la mort de dones russes
Al maig de 1917, Maria Botxkariova, una camperola que havia servit a l'Exèrcit Imperial Rus des de novembre de 1914 i que va ser ascendida a sotsoficial, va fer una petició al govern per crear un batalló de dones soldats sota les seves ordres. A finals de maig, Alexandr Kérenski, ministre de Guerra del Govern Provisional Rus va autoritzar la formació a Petrograd del 1r Batalló de la mort de dones russes. Aquesta primera unitat de combat formada exclusivament per dones va atreure al principi unes 2.000 voluntàries amb edats compreses entre els 18 i els 40 anys. Però l'estricta disciplina imposada per Bochkariova i la seva negativa a formar Comitès de soldades, va reduir dràsticament el nombre d'allistades fins a només 300.
Enviades al front contra els alemanys durant l'Ofensiva Kérenski van ser assignades al 525 Regiment Kiuruk-Darinski i emplaçades en una trinxera prop de Smorgon (avui a la província de Hrodna de Belarús). Quan es va donar l'ordre d'avançar, els desmoralitzats i els cansats batallons masculins van vacil·lar. Tot i això, les dones van decidir anar cap endavant amb ells o sense ells i van assolir traspassar fins a tres trinxeres dins de terreny alemany. Tot i això, els relleus mai van arribar i es van veure forçades a retirar-se perdent tot el terreny guanyat en l'ofensiva. A l'informe posterior, el comandant del regiment va lloar la iniciativa i valor del Batalló de dones.
El 1r Batalló de la mort de dones russes a les ordres de Bochkariova es va mantenir al front després de la Revolució russa però no va trigar a dissoldre's a causa de la creixent hostilitat per part dels soldats masculins ressentits per les vegades que les dones impedien les retirades.

### 1r Batalló de dones de Petrograd
La formació del primer batalló femení creat per Botxkariova va portar moltes altres dones de tota Rússia a sol·licitar al govern la seva inclusió a les Forces Armades. El Ministeri de la Guerra es va veure inundat amb innombrables cartes i peticions, tant individuals com de grups de dones, que demanaven l'oportunitat de servir la seva nació al front. Al juny, el ministre Kerensky va aprovar la creació d'una unitat de combat addicional a Petrograd, el 1r Batalló de dones de Petrograd, amb un nucli principal que el componien entre 1.100 i 1.400 dones i dos destacaments de comunicacions formats per 100 dones cadascun. Els seus entrenaments no només consistien en instrucció, pràctiques de tir i maniobres nocturnes, sinó que a més es feien classes a aquelles que no sabessin llegir i escriure.
El 25 d'octubre del 1917, al batalló se li va ordenar que acudís a la Plaça del Palau per passar revista abans de ser enviades al front. Tot i això, després de la desfilada, al batalló se li va ordenar defensar el Govern Provisional Rus al Palau d'Hivern però l'oficial al comandament es va negar. Fins i tot, una subdivisió de la segona companyia, 137 soldades, van ser desplegades per vigilar uns camions de combustible propers però no van trigar a trobar-se defensant el Palau contra les unitats de cosacs i cadets. Aviat es van veure àmpliament superades en nombre per les forces pro-bolxevics i finalment es van rendir.
Després de la seva captura van córrer rumors per la ciutat de violacions en massa però, entre les posteriors declaracions de les dones només es van constatar tres casos de violació però moltes queixes d'abusos verbals, violència psicològica i amenaces de violència sexual. L'esposa de l'ambaixador britànic a Rússia va demanar a l'agregat militar adjunt a Petrograd, el general Alfred Knox, que intervingués per aconseguir l'alliberament de les dones, el que es va aconseguir el 26 d'octubre. La majoria van tornar al seu campament als afores de la ciutat i van ser rearmades.

### 2n Batalló de la mort de dones de Moscou
El 2n Batalló de la mort de dones de Moscou, format també amb dos destacaments separats de comunicacions, es va crear a Moscou el juny de 1917, i a finals d'estiu el batalló l'integraven unes 1.000 dones. Finalment, davant de la falta de suport per part de les autoritats, el batalló va decidir la seva dissolució. Tot i això, 500 dones van sol·licitar el trasllat al front i les sol·licituds van ser acceptades sense el coneixement de l'Estat Major.

### 3r Batalló d'assalt de dones de Kuban
L'autorització des del govern per a la creació d'unitats militars de dones va animar organitzacions privades femenines a formar les seves pròpies unitats paramilitars les quals van aparèixer a nombroses ciutats per tota Rússia. En un intent de satisfer la demanda popular i tenir aquestes unitats sota control, el Ministeri de Guerra va ampliar el permís per a la creació de formacions militars.
Un quart batalló de combat es va formar a Ekaterinodar, el 3r Batalló d'assalt de dones de Kuban, creat a partir d'una unitat paramilitar existent. Aquest batalló va tenir nombrosos problemes d'organització i subministrament.

## Cançons
| «                                                  | (rus) Марш вперёд, вперёд на бой, Женщины-солдаты! Звук лихой зовет вас в бой, Вздрогнут супостаты. | (català) Marxa endavant, endavant per lluitar Dones soldats! El so aclaparador et crida a la batalla, Els adversaris tremolaran. | » |
| — De la cançó del 1r Batalló de Dones de Petrograd | | |   |

## Actitud envers els batallons de dones
Com va escriure l'historiador rus S. A. Solntseva, la massa de soldats i els soviètics van acceptar «amb hostilitat» els batallons de la mort de dones (no obstant això, com totes les altres unitats de xoc). Els soldats de la primera línia del front les anomenaven «prostitutes». A principis de juliol, el Soviet de Petrograd va exigir que tots els batallons de dones fossin dissolts com a «no aptes per al servei militar»; a més, la formació d'aquests batallons va ser considerada pel Soviet de Petrograd com «maniobra secreta de la burgesia, que vol fer la guerra amb un final victoriós».
| «                                                             | Fem un homenatge a la memòria dels valents. Però... no hi ha lloc per a una dona als camps de la mort, on regna l'horror, on hi ha sang, brutícia i privacions, on els cors s'endureixen i la moral s'ennegreix terriblement. Hi ha moltes vies de servei públic i estatal molt més d'acord amb la vocació de la dona. | » |
| — Anton Denikin, Assajos sobre problemes russos. Capítol XXIX | |   |

## En la cultura popular
L'escriptor Boris Akunin va escriure el 2011 la història detectivesca Batalló d'Àngels (Батальон ангелов), ambientada el 1917 en un batalló de la mort de dones. Dels prototips reals, el llibre mostra la filla de l'almirall Skrydlov (sota el nom d'Alexander Shatskaya) i Maria Botxkariova.
El febrer de 2015 es va estrenar el llargmetratge rus Batalló.
Al joc d'ordinador Battlefield 1, tots els exploradors de l'Imperi Rus i de l'Exèrcit Blanc estan representats per membres del batalló de la mort de dones.